# Sayada
Sayada (em árabe: صيادة) é uma cidade e comuna localizada na província de Mostaganem, Argélia. De acordo com o censo de 2008, a população total da cidade era de 28 675 habitantes.